# Томори, Фикайо
Олувафикайоми Олувадамилола «Фикайо» Томори (англ. Oluwafikayomi Oluwadamilola "Fikayo" Tomori; 19 декабря 1997 года, Калгари, Канада) — английский футболист, защитник клуба «Милан» и сборной Англии.

## Клубная карьера
Томори пригласили в академию «Челси» в восьмилетнем возрасте, он является её воспитанником и лучшим игроком года в академии в 2016 году. Вместе с командой он дважды подряд побеждал в юношеской лиге УЕФА: в сезонах 2014/15 и 2015/16.
11 мая 2016 года вместе с Тэмми Абрахамом и Кейси Палмером был привлечён к основному составу для подготовки к заключительным играм чемпионата. 15 мая 2016 года дебютировал в Премьер-лиге в поединке последнего тура против «Лестера», выйдя на замену на 60-й минуте вместо Бранислава Ивановича. Вторую половину следующего сезона Томори играл в аренде за «Брайтон энд Хоув Альбион», а в августе 2017 года, вместе с некоторыми другими партнёрами по «Челси», был отдан в аренду «Халл Сити». 6 августа 2018 года был отдан в аренду в «Дерби Каунти». Первый гол забил в ворота «Норвича» 29 декабря 2018 года.
22 января 2021 года перешел в «Милан» на правах аренды с опцией выкупа за 28 млн. евро. Спустя четыре дня дебютировал за итальянский клуб в миланском дерби против «Интера» в четвертьфинале Кубка Италии, выйдя на замену вместо получившего травму Симона Кьяера. Перейдя в «Милан», Томори моментально закрепился в основе. 9 мая 2021 года отметился первым голом за «Милан» в гостевой встрече с «Ювентусом».
17 июня 2021 года «Милан» объявил о выкупе Томори у «Челси». Игрок заключил контракт до 2025 года. 8 декабря 2021 года отметился голом в ворота «Ливерпуля» в матче Лиги Чемпионов. 22 мая 2022 года выиграл свой первый трофей, став победителем Серии А.

## Карьера в сборной
Родители Томори — нигерийцы, однако он родился в Канаде. В детстве они переехали в Англию, таким образом Фикайо мог выбирать сборные. В 2016 году он принял предложение юношеской сборной Канады и даже сыграл в ней один матч, однако 16 мая 2016 года он получил вызов в сборную Англии до 19 лет. С ней Томори дошёл до полуфинала чемпионата Европы среди юношей до 19 лет 2016 года. Через год он вошёл в состав сборной до 20 лет на чемпионат мира. Томори был основным защитником выигравшей турнир команды, несмотря на то, что в групповом этапе забил в свои ворота с центра поля.
В Октябре 2019 года был вызван в основную сборную Англии для участия в отборочных матчах Евро-2020 против Чехии и Болгарии, но так и не получил шанс выйти на поле.

### Матчи за сборную
Последний матч (на замене): 14 Октября 2019 года — Отбор ЧЕ-2020 (группа A) против Болгарии.

## Статистика

### Клубная статистика
| Клуб                       | Сезон            | Чемпионат        | Чемпионат | Чемпионат | Национальный кубок | Национальный кубок | Кубок Лиги | Кубок Лиги | Еврокубки | Еврокубки | Другие | Другие | Всего | Всего |
| Клуб                       | Сезон            | Лига             | Игры      | Голы      | Игры               | Голы               | Игры       | Голы       | Игры      | Голы      | Игры   | Голы   | Игры  | Голы  |
| -------------------------- | ---------------- | ---------------- | --------- | --------- | ------------------ | ------------------ | ---------- | ---------- | --------- | --------- | ------ | ------ | ----- | ----- |
| Челси                      | 2015–16          | Премьер-лига     | 1         | 0         | 0                  | 0                  | 0          | 0          | 0         | 0         | 0      | 0      | 1     | 0     |
| → Брайтон энд Хоув Альбион | 2016–17          | Чемпионшип       | 9         | 0         | 1                  | 0                  | —          | —          | —         | —         | —      | —      | 10    | 0     |
| → Халл Сити                | 2017–18          | Чемпионшип       | 25        | 0         | 1                  | 0                  | —          | —          | —         | —         | —      | —      | 26    | 0     |
| → Дерби Каунти             | 2018–19          | Чемпионшип       | 44        | 1         | 4                  | 0                  | 4          | 1          | —         | —         | 3      | 0      | 55    | 2     |
| Челси                      | 2019–20          | Премьер-лига     | 15        | 1         | 2                  | 1                  | 0          | 0          | 4         | 0         | 1      | 0      | 22    | 2     |
| Челси                      | 2020–21          | Премьер-лига     | 1         | 0         | 1                  | 0                  | 2          | 0          | 0         | 0         | —      | —      | 4     | 0     |
| → Милан                    | 2020–21          | Серия А          | 17        | 1         | 1                  | 0                  | —          | —          | 4         | 0         | —      | —      | 19    | 1     |
| Милан                      | 2021–22          | Серия А          | 31        | 0         | 4                  | 0                  | —          | —          | 5         | 1         | —      | —      | 40    | 1     |
| Милан                      | 2022–23          | Серия А          | 31        | 1         | 1                  | 0                  | —          | —          | 10        | 0         | 1      | 0      | 43    | 1     |
| Всего за карьеру           | Всего за карьеру | Всего за карьеру | 174       | 4         | 15                 | 1                  | 6          | 1          | 23        | 1         | 7      | 0      | 225   | 7     |

### Статистика за сборную
| Сборная | Год   | Игры | Голы |
| ------- | ----- | ---- | ---- |
| Англия  | 2019  | 1    | 0    |
| Англия  | 2021  | 1    | 0    |
| Англия  | 2022  | 1    | 0    |
| Всего   | Всего | 3    | 0    |

## Достижения
«Челси» (молодёжь)
- Обладатель Молодёжного кубка Англии: 2014/15, 2015/16
- Победитель Юношеской лиги УЕФА: 2014/15, 2015/16

«Милан»
- Чемпион Италии: 2021/22
- Обладатель Суперкубка Италии: 2024

Англия (до 20)
- Чемпион мира среди молодёжных команд: 2017

Англия (до 21)
- Победитель Турнира в Тулоне: 2018

### Личные
- Символическая сборная Чемпионата Европы (юноши до 19 лет): 2016
- Игрок года в «Дерби Каунти»: 2018/19